# Aree naturali protette di Israele
Questa è una lista delle aree naturali protette di Israele. Sono gestite dall'Israel Nature and Parks Authority.

## Parchi nazionali
A maggio 2007 i parchi nazionali in Israele erano 66:
| Nome                                                          | Regione                                                              |
| ------------------------------------------------------------- | -------------------------------------------------------------------- |
| Parco nazionale di Akhziv Beach                               | Golan e Upper Galilee                                                |
| Parco nazionale del fiume Alexeer                             | Monte Carmelo, la costa, e la zona centrale di Israele               |
| Parco nazionale di Ascalona                                   | Monte Carmelo, la costa, e la zona centrale di Israele               |
| Parco nazionale di Avdat                                      | Negev                                                                |
| Parco nazionale di Arbel e Riserva naturale                   | Golan e Upper Galilee                                                |
| Parco nazionale di Bar'am                                     | Golan e Upper Galilee                                                |
| Parco nazionale della Sinagoga Beit Alfa                      | Lower Galilee e valli                                                |
| Parco nazionale di Beit Guvrin                                | Monte Carmelo, la costa, e la zona centrale di Israele               |
| Parco nazionale di Beit She'an                                | Lower Galilee e valli                                                |
| Parco nazionale di Beit She'arim                              | Lower Galilee e valli                                                |
| Parco nazionale di Cesarea                                    | Monte Carmelo, la costa, e la zona centrale di Israele               |
| Parco nazionale di Castel                                     | Monte Carmelo, la costa, e la zona centrale di Israele               |
| Parco nazionale di Cochav Hayarden                            | Lower Galilee e valli                                                |
| Parco nazionale di Korazim                                    | Golan e Upper Galilee                                                |
| Parco nazionale di at Prime Minister David Ben-Gurion's Grave | Negev                                                                |
| Parco nazionale di Ein Avdat                                  | Negev                                                                |
| Parco nazionale di Ein Gedi Antiquities                       | Deserti di Giudea e Mar Morto                                        |
| Parco nazionale di Ein Hemed                                  | Monte Carmelo, la costa, e la zona centrale di Israele               |
| Parco nazionale di Eshkol (Besor)                             | Negev                                                                |
| Parco nazionale di Gan Hashlosha                              | Lower Galilee e valli                                                |
| Parco nazionale di Hamat Tiberias                             | Golan, Mar di Galilea, e Galilea                                     |
| Parco nazionale di Harod Spring                               | Lower Galilee e valli                                                |
| Parco nazionale di Herodion                                   | Deserti di Giudea e Mar Morto                                        |
| Parco nazionale di Hermon                                     | Golan, Mar di Galilea, e Galilea                                     |
| Parco nazionale di Kursi                                      | Golan, Mar di Galilea, e Galilea                                     |
| Parco nazionale di Hurshat Tal                                | Golan e Upper Galilee                                                |
| Parco nazionale di Mamshit                                    | Negev                                                                |
| Masada Parco nazionale di                                     | Deserti di Giudea e Mar Morto                                        |
| Parco nazionale del Monte Carmelo                             | Monte Carmelo, la costa, e la zona centrale di Israele               |
| Parco nazionale della Fortezza di Nimrod (Qal‘at Namrud)      | Golan e Upper Galilee                                                |
| Parco nazionale di Qumran                                     | Qumran, Deserti di Giudea e Mar Morto                                |
| Parco complessi di Ramon                                      | Negev                                                                |
| Parco nazionale di Sharon                                     | Monte Carmelo, la costa, e la zona centrale di Israele               |
| Parco nazionale di Shivta                                     | Negev                                                                |
| Parco nazionale di Shomron                                    | Monte Carmelo, la costa, e la zona centrale di Israele               |
| Parco nazionale di Tel Arad                                   | Deserti di Giudea e Mar Morto                                        |
| Parco nazionale di Tel Be'er Sheva                            | Negev                                                                |
| Parco nazionale di Tel Hazor                                  | Golan e Upper Galilee                                                |
| Parco nazionale di Tel Megiddo                                | Lower Galilee e valli                                                |
| Parco nazionale dello Yarkon                                  | Fiume Yarkon, Monte Carmelo, la costa, e la zona centrale di Israele |
| Parco nazionale della Fortezza Yehi'am                        | Golan e Upper Galilee                                                |
| Parco nazionale di Zippori                                    | Lower Galilee e valli                                                |

## Riserve naturali
A maggio 2007, c'erano 190 riserve naturali in Israele:
| Nome                                                        | Regione                                                                |
| ----------------------------------------------------------- | ---------------------------------------------------------------------- |
| Ashdod Nitzanim Se Dune Park                                | Shephelah, sourn Israeli la costaal Plain                              |
| Avshalom (Stalactites) Cave nella Riserva naturale Avshalom | Monte Carmelo, la costa, e la zona centrale di Israele                 |
| Riserva naturale di Hai-Bar Carmel                          | Monte Carmelo, la costa, e la zona centrale di Israele                 |
| Riserva naturale Coral Beach                                | Eliat e Arava                                                          |
| Riserva naturale Ein Afek                                   | Lower Galilee e valli                                                  |
| Riserva naturale Ein Gedi                                   | Deserti di Giudea e Mar Morto                                          |
| Riserva naturale Ein Tzukim                                 | Deserti di Giudea e Mar Morto                                          |
| Riserva naturale di Gamla                                   | Golan, Mar di Galilea, e Galilea                                       |
| Riserva naturale Hula Valley                                | Golan, Mar di Galilea, e Galilea                                       |
| Riserva naturale Nahal Me'arot                              | Monte Carmelo, la costa, e la zona centrale di Israele                 |
| Riserva naturale Nahal Ayoun                                | Golan, Mar di Galilea, e Galilea                                       |
| Neot Kedumim                                                | la zona centrale di Israele, presso Modi'in e la foresta di Ben Shemen |
| Riserva naturale Tel Dan                                    | Golan, Mar di Galilea, e Galilea                                       |
| Riserva naturale Foresta Yehudiya                           | Golan, Mar di Galilea, e Galilea                                       |
| Riserva naturale di Hai-Bar Yotvata                         | Eliat e Arava                                                          |

## Altre aree protette
- Eleutheropolis